# COPY COPY
COPY COPY – pierwszy polski program dla komputera ZX Spectrum do kopiowania zbiorów zapisanych na taśmie magnetofonowej. Napisany w 1984 roku przez Tadeusza Wilczka, jednego z późniejszych założycieli wydawnictwa Lupus. Posiadał rozbudowany tekstowy interfejs użytkownika. Był w połowie lat osiemdziesiątych najczęściej używanym programem dla komputera ZX Spectrum, najpopularniejszego wówczas komputera w Polsce. Jest do dziś wspominany w opracowaniach dotyczących PRL jako istotny element ówczesnego życia.